# Guge

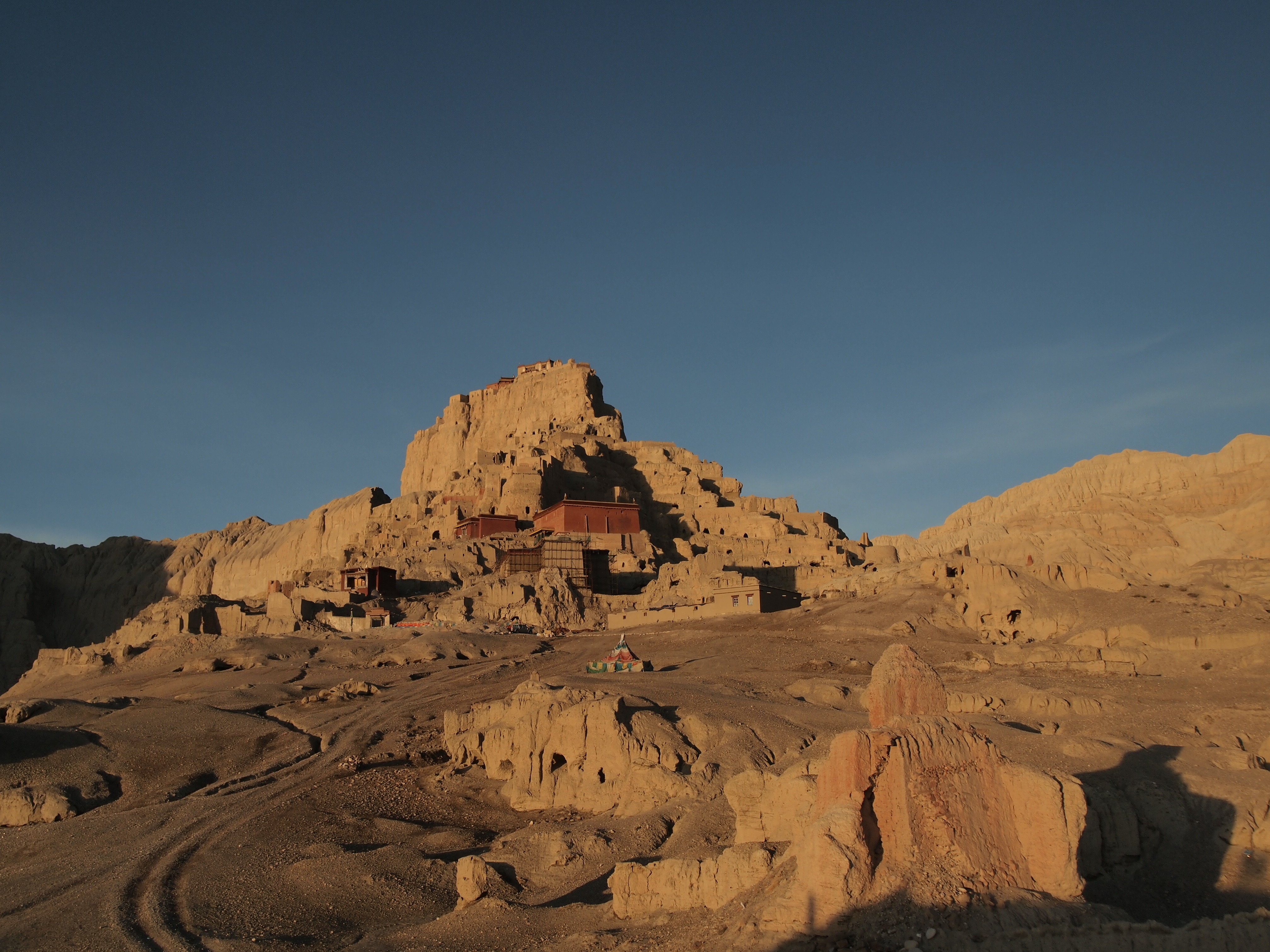
Ruinas de Tsaparang, capital del reino de Guge.

Guge fue un antiguo reino en la zona oeste del Tíbet. Abarcó las regiones actuales de Zanskar, Kinnaur superior, Lahul y Spiti (hoy bajo dominio de la India). Las ruinas de Guge se encuentran a 1800 kilómetros al oeste desde Lhasa dentro de la Región autónoma del Tíbet de China, no demasiado lejos del Monte Kailash.
Guge fue fundado en el siglo X. Sus capitales se encontraban en Tholing y Tsaparang. Su fundador fue el bisnieto de Glang Darma, el último rey del reino tibetano de Tubo. El hijo primogénito de este rey se convirtió en gobernador de Mar-yul (Ladakh), y sus dos hijos más jóvenes gobernaron la zona oeste de Tíbet, fundando el reino de Guge y Pu-hrang. 

## Gobernantes
La siguiente es una lista de algunos de sus gobernantes:
- Odsruns (842-905)
- Dpal'Khorbtsan (905-923)
- Skyidsde Nimamgon
- Dpal-gyimgon Inmaryul
- Bkrasismgon
- Lde-btsugmgon
- Sronne Yeses'od (circa 1035)
- Nagaraja
- Devaraja
- Khore
- Lhalde
- Ziba-'od
- Byan-chub'od
- 'Odldebtsanlde
- Bha-le
- Bkrasislde
- Bhare
- Nagalde
- Btsanphyuglde
- Bkrasislde
- Gragslde
- Gragspalde
- Aroglde
- Ashoglde
- Dzidarsmal
- Anantasmal
- Rilusmal
- Sanghasmal
- Dzitharsmal
- Dzismal
- Kalansmal
- Parrtesmal
- Punismal
- Pritismal